# Кікінг-Горс (річка)
Річка Кікінг-Горс — права притока річки Колумбія в Канадських Скелястих горах на південному сході канадської провінції Британська Колумбія.
Річка має статус річки канадської спадщини.
Свою назву річка отримала в 1858 році, коли Джеймса Гектора, учасника експедиції Палісера, вдарив копитами його кінь, від чого дослідник знепритомнів. Річка та гірський перевал отримали назву на честь цієї події. Перевал Кікінг-Горс, що з'єднує долину річки з долиною річки Бов, був перевалом, пізніше обраним Канадською тихоокеанською залізницею для влаштування тут у 1880 -х роках переходу лінії через хребет. Так званий Великий пагорб залізниці та наступні спіральні тунелі, розташовані в долині Кікінг-Горс. Вони були необхідні через крутий спуск річкової долини.

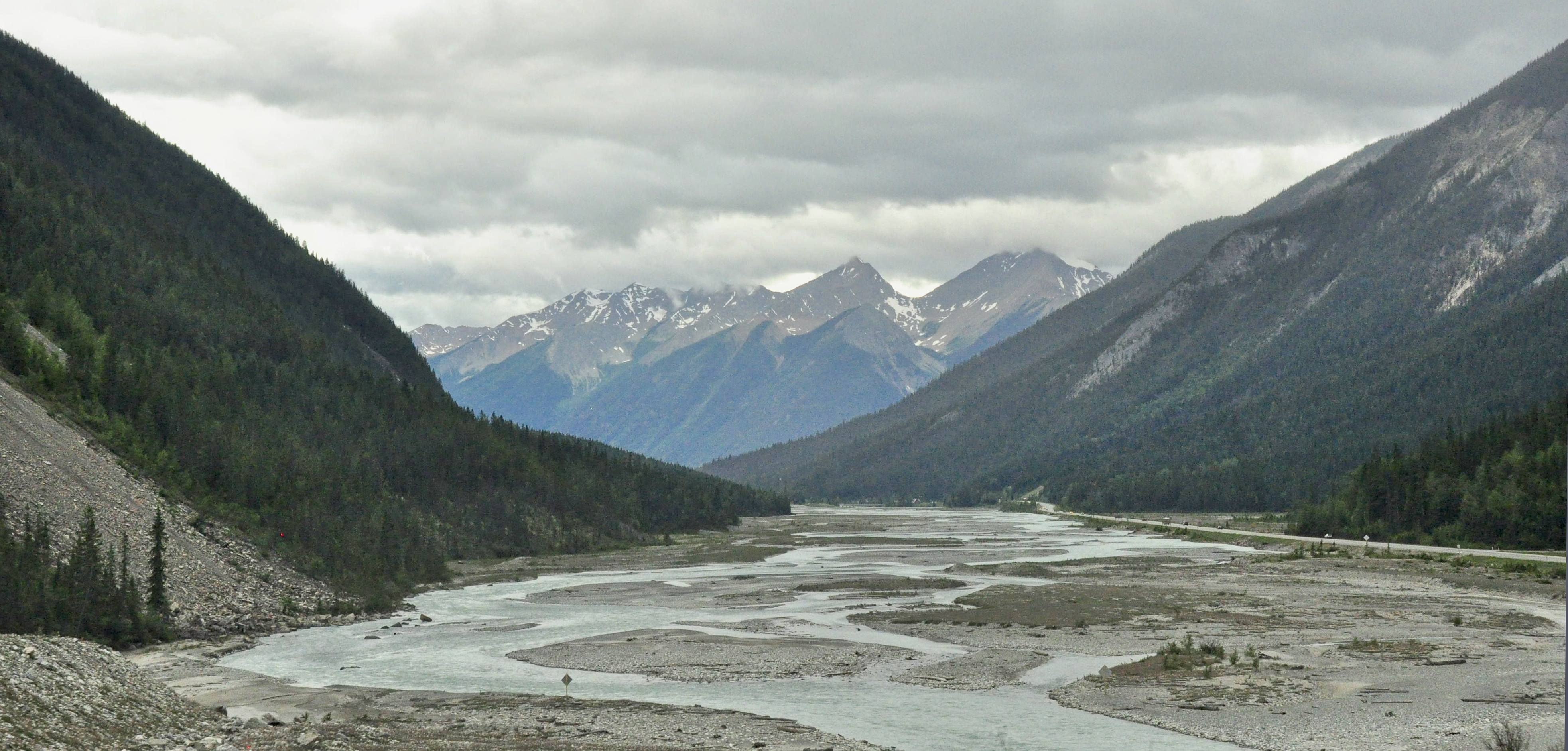
Річка Кікінґ-Горс у Британській Колумбії

## Течія
Річка Кікінґ-Горс бере початок з озера Вапта, звідки тече в напрямку на південний захід. Вище від містечка Філд у неї впадає річка Його. Річка продовжує текти на південний захід, поки не досягає  водоспаду Вапта, де різко змінює напрямок потоку і повертає на північний захід, поки не впаде до річки Колумбія у Ґолдені.

## Водоспади
Річка має три водоспади вздовж своєї течії. Перший - Каскад Кікінґ-Горс, довгий ступінчастий водоспад, що спадає під першим шосейним мостом неподалік озера Вапта. Другий водоспад - це природний міст -водоспад у Філді. Останній і найбільший водоспад - близько 30 м заввишки і близько 150 м завширшки водоспад Вапта, один з найбільших водоспадів Канади за обсягом і шириною.

## Притоки
- Шербрук-Крик
- Річка Його
- Річка Емеральд
- Річка Аміскві
- Річка Оттергед
- Річка Отертейл
- Поркупайн-Крик
- Річка Біверфут
- Ґліноґл-Крик